# A Megváltó Krisztus szobra (Marsalforn)
A Megváltó Krisztus szobra egy Jézust ábrázoló műalkotás a máltai Gozo szigetén, Marsalforn településen, a Tas-Salvatur nevű dombon.
A 12 méter magas, kitárt karokkal ábrázolt Jézus-szobor a 97 méter magas dombon helyezkedik el, a sziget északi partján, kb. 550 méterre délre Marsalforntól.
1901-ben keresztet emeltek a dombon, majd három év múlva egy szobor került a helyére, amikor Gozo szigetét Krisztusnak szentelték. Ezt 1965-ben kőből, majd egy nagy vihart követően 1973-ban betonból pótolták. A szobor a sziget székhelye, Rabat irányába néz.